# Jorge Peirano Facio
Jorge Peirano Facio (Montevideo, 8 de septiembre de 1920 - ibídem, 20 de abril de 2003) fue un jurista, empresario banquero y político uruguayo.

## Biografía
Nació en Montevideo el 8 de septiembre de 1920. Sus padres fueron Dante R. Peirano Falco y Margarita Facio Correch, y sus hermanos Margarita y Juan Carlos. Hizo los estudios primarios y secundarios en el Colegio Sagrado Corazón de la Compañía de Jesús. Cursó los preparatorios universitarios en el Liceo Francés de Montevideo y después en la Facultad de Derecho de la Universidad de la República (UdelaR). En 1947 se casó con Alba Basso Stajano y tuvo siete hijos: Juan, Jorge, María, Luisa, Dante, José y Blanca Peirano Basso.

## Ámbito académico y profesional
En 1943, se graduó como doctor en Derecho y Ciencias Sociales en la Facultad de Derecho de la Universidad de la República (UdelaR) en Montevideo, Uruguay, y por su promedio académico obtuvo la medalla de oro.
En 1952 fue designado catedrático titular de Derecho Civil y ejerció veinticinco años la docencia en la Facultad de Derecho de la Universidad de la República (UdelaR). A los treinta y seis años publicó Responsabilidad extracontractual, que originó el siguiente juicio de Eduardo Juan Couture: «Después de este libro, durante cincuenta años en Uruguay no se escribirá más sobre este tema».
De 1954 a 1959 integró el Consejo Directivo de la misma Facultad, y participó como delegado del Uruguay en numerosos congresos internacionales. Fue invitado a dar conferencias sobre temas de su especialidad en facultades de Derecho europeas y latinoamericanas. Dirigió la Revista de Derecho, Jurisprudencia y Administración y presidió la Fundación Jurídica del Uruguay.
Fue secretario del Colegio de Abogados del Uruguay, y miembro de la Academia Nacional de Economía, del Instituto Uruguayo de Derecho Internacional, del Instituto Histórico y Geográfico del Uruguay. En 1957 formó parte de la delegación ministerial del Uruguay a la Conferencia Interamericana de la OEA que tuvo lugar en Buenos Aires; participó en el Congreso de Economía Iberoamericana de Madrid, en reuniones de la Agencia de Energía Atómica de las Naciones Unidas sobre aspectos legales del uso de la energía atómica, y en muchos otros certámenes de carácter internacional. Fue miembro correspondiente de la Academia Nacional de Derecho y Ciencias Sociales de Argentina.
Fue presidente de la Cámara Nacional de Comercio y de la Cámara Uruguaya de Sociedades Anónimas. Fue vicepresidente continental (y presidente de la Sección Uruguaya) del Consejo Interamericano de Comercio y Producción (CICYP), miembro de la Junta Empresarial de Asesoramiento de la OEA y otros organismos nacionales e internacionales. En su actividad particular se dedicó al ejercicio de su profesión e integró directorios de importantes empresas financieras, comerciales, industriales y agropecuarias.
En 1991 fue designado catedrático de Derecho Civil en la Universidad Católica del Uruguay Dámaso Antonio Larrañaga (en Montevideo), donde dictó los cursos de Obligaciones y Contratos hasta 1995, año en que fue designado «profesor emérito»
Fue presidente de la Orden de Malta en Uruguay y promovió, también durante ese período, iniciativas sociales en beneficio de los más desprotegidos.

## Ámbito político
En 1950 ocupó el cargo de subsecretario del Ministerio del Interior.
En mayo de 1968 fue designado ministro de Industria y Comercio.
En abril de 1970 fue nombrado ministro de Relaciones Exteriores.
En su actividad particular se dedicó al ejercicio de su profesión e integró directorios de importantes empresas financieras, comerciales, industriales y agropecuarias.

## Fraudes

### Estafas en 1972
En febrero de 1973, el juez penal Héctor Amilivia detuvo y procesó a Jorge Peirano Facio ―por entonces presidente del Banco Mercantil― por delitos bancarios (había pergeñado varias quiebras fraudulentas).
El magistrado Amilivia llegó a compilar todos los documentos contables que fueron necesarios para probar los delitos cometidos por integrantes del «clan Peirano».
Todas las firmas colaterales, prohibidas por la normativa vigente en aquellos tiempos, estaban presididas por Juan Carlos Peirano Facio (hermano de Jorge), quien resultaría procesado. Jorge había presidido el Banco Mercantil, pero, para entonces, había sido designado ministro de Industrias. Finalmente, Jorge Peirano Facio sería liberado días después de la disolución de las cámaras parlamentarias por imposición militar el 27 de junio de 1973. El banquero tenía por abogados, entre otros, a Ramón Díaz y Adela Reta. El juez Amilivia se vio obligado a partir hacia el exilio en la ciudad de Barcelona (España), donde hallaría la muerte. Jorge continuó en el Banco Central. Mediante sus negocios y quiebras acumuló durante toda la dictadura uno fortuna en tres países.

### El Grupo Peirano (o Grupo Velox)
Jorge Peirano Facio controlaba el 70 por ciento de las acciones del Grupo Peirano. Sus cuatro hijos (Juan, Jorge, Dante y José Peirano) eran los directores de las organizaciones financieras y empresas en varios países del Grupo Peirano, de cuyas acciones poseían el 30 por ciento.
Se estiman en 120 las empresas de la familia Peirano Basso.
Las empresas donde el Grupo Peirano poseía o controlaba acciones incluían, entre otras:
- En Uruguay: Banco de Montevideo (desde 1991), Banco La Caja Obrera (desde 2001), Indumex Casa de Cambio, Cambio Libertad, Capital AFAP, Terminal Tres Cruces (Gralado S.A.), Compañía Oriental de Transporte S.A. (COT), Establecimiento Juanicó, Aeropuerto Internacional de Laguna del Sauce, Sociedad Comercial Estancia Santa Elena, Balmoral Plaza Hotel, Mtg Urzatron.
- En otros países: Banco Alemán de Paraguay (desde 1989), Financiera Parapití (Paraguay), Shópping del Sol (Paraguay), Banco Velox (Argentina) (desde 1983), Supermercados Disco, Techint (Argentina), Siderar (Argentina), Estancias Los Chorrillos y Los Quinqués (Argentina), Supermercados Santa Isabel (en Chile y Perú), Finambras Corretora de Cambio, Títulos e Valores Mobiliarios (Brasil), Trade & Commerce Bank (Islas Caimán) (desde 1988)[18][19]

### Estafas en 2002
En diciembre de 2002 volvió también a ser procesado por fraude, treinta años después de su primera quiebra fraudulenta en el Caso Peirano. Encarcelado en Uruguay por el delito de «insolvencia societaria fraudulenta», una estafa bancaria de 800 millones de dólares estadounidenses.
A lo largo de la carrera delictiva de Jorge Peirano Facio, miles de personas perdieron sus ahorros en las instituciones bancarias controladas por el banquero.

## Fallecimiento
Desde 1994, Peirano Facio sufría una insuficiencia cardíaca.
El 27 de noviembre de 2002, Jorge Peirano Facio fue detenido y procesado. En el juicio se comprobaron varias estafas multimillonarias.
Jorge Peirano Facio falleció de insuficiencia cardíaca en la Cárcel Central de Montevideo el 20 de abril de 2003 a los 83 años.

### Controversias
Después de su fallecimiento hubo denuncias que cuestionaron si Peirano había fingido su muerte.
El 2 de octubre de 2003, el Juzgado Letrado de Primera Instancia en lo Penal de Primer Turno, dispuso la exhumación de su cadáver sin la presencia de abogados ni de familiares.
Gracias a los exámenes de ADN, se confirmó que el cadáver era el de Jorge Peirano Facio.
Todo el asunto suscitó reacciones en la prensa.

## Publicaciones
- De los empréstitos de las sociedades anónimas por emisión de obligaciones negociables (debentures), Montevideo: Impresora Moderna, 1943, 71 pág. (Apartado de la Revista del Centro de Estudiantes de Derecho, Montevideo).
- La teoría de la jornada obrera, Montevideo: Impresora Moderna, 1944, 30 pág. (Apartado de la Revista del Centro de Estudiantes de Derecho, Montevideo).
- Delitos de la muchedumbre, Montevideo: Peña & Cia., 1944, 121 pág. (Biblioteca de Publicaciones Oficiales de la Facultad de Derecho y Ciencias Sociales de Montevideo, Sección 2; n. 28).
- El derecho de resistencia, Montevideo: Talleres Gráficos 33, 1945, 77 pág. (Apartado de Anales de la Universidad).
- La cláusula penal, Montevideo: García Morales-Mercant, 1947, 439 pág.
- La cláusula penal, Montevideo, FDCS, 1947, 439 pág. (Biblioteca de Publicaciones Oficiales de la Facultad de Derecho y Ciencias Sociales de la Universidad de Montevideo, Sección 3; n.42).
- Despido del servicio doméstico, en Derecho Laboral, Montevideo.
- Sociedades de corredores, en La Revista de Derecho, Jurisprudencia y Administración (Montevideo).
- Operaciones bancarias en caso de fallecimiento del interesado, en La Revista de Derecho, Jurisprudencia y Administración (Montevideo).
- Desalojo por causal, en La Revista de Derecho, Jurisprudencia y Administración (Montevideo).
- La ley de desalojos de 1948, en La Revista de Derecho, Jurisprudencia y Administración (Montevideo).
- Introducción a la cláusula penal, en La Revista de Derecho, Jurisprudencia y Administración (Montevideo).
- Conflictos sobre estado y capacidad de las personas, en La Revista de Derecho Público y Privado (Montevideo).
- Acciones privilegiadas y derecho de voto (en Sociedades Anónimas).
- Nature juridique de la clause penal dans les droits français et latinoaméricains, Agen, París: Imprimerie Moderne, 1949 (Apartado de Revue Internationale de Droit Compare).
- Obligaciones de dar, hacer y no hacer, en Revista de la Facultad de Derecho (Montevideo).
- Plazo suspensivo y resolutorio, en Revista de la Facultad de Derecho (Montevideo).
- Nuestra legislación de desalojos. Reseña histórica, Montevideo: Barreiro y Ramos S.A., 1951, 104 pág. (Apartado de la Revista de Derecho, Jurisprudencia y Administración).
- La teoría de los riesgos, en Revista de la Facultad de Derecho (Montevideo).
- Responsabilidad extracontractual, Montevideo: Barreiro y Ramos, 1954, 682 pág.
- Naturaleza jurídica del concurso de acreedores, Montevideo: Impresora Moderna, 1954 (Apartado de Jurisprudencia. Colección Abadie Santos).
- «Obligaciones divisibles e indivisibles del Código Civil» en Revista del Centro de Estudiantes de Derecho. Montevideo, 1955, 64 pág.
- «Estructura de la mora en el Código Civil», págs. 453-506, en: Irureta Goyena Buysan, José: Estudios jurídicos en memoria de J. Irureta Goyena. Montevideo: FDCS, 1955, 791 pág. (Biblioteca de Publicaciones Oficiales de la Facultad de Derecho y Ciencias Sociales de la Universidad de Montevideo, Sección 3; n.78).
- Curso de obligaciones, Montevideo: Centro de Estudiantes de Derecho, [1950], 289 pág.
- Curso de obligaciones, Montevideo: Centro de Estudiantes de Derecho, [1950], [250] pág.
- Curso de obligaciones, Montevideo: Centro de Estudiantes de Derecho, 1953, 270 pág.
- Curso de obligaciones, Montevideo: Centro de Estudiantes de Derecho, [1950], 347 pág.
- Curso de obligaciones, Montevideo: Centro de Estudiantes de Derecho, 1956, 286 pág.
- Curso de obligaciones, Montevideo: Centro de Estudiantes de Derecho, 1956, 362 pág.
- «Semblanza de Tristán Narvaja» en Revista de la Facultad de Derecho y Ciencias Sociales, Montevideo, 1956, 41 pág.[32]
- El codificador Eduardo Acevedo, Montevideo: FDCS, 1958, 30 pág.
- Estructura de la mora en el Código Civil, Montevideo: Facultad de Derecho y Ciencias Sociales, [s.f.]. [54] p.
- Curso de contratos, Montevideo: Centro de Estudiantes de Derecho, 1959, 308 pág.
- Curso de contratos, Montevideo: Centro de Estudiantes de Derecho, 1960, 314 pág.
- Curso de contratos, Montevideo: Centro de Estudiantes de Derecho, 1960, 300 pág.
- Curso de contratos, Montevideo: Centro de Estudiantes de Derecho, 1961, 245 pág.
- Curso de contratos, Montevideo: Centro de Estudiantes de Derecho, 1962, 223 pág.
- La obra jurídica de Eduardo Acevedo, Montevideo: Ministerio de Instrucción Pública y Previsión Social, 1964, 19 pág.
- Política comercial y desarrollo económico, Montevideo: Consejo Interamericano de Comercio y Producción, 1964, 59 pág., Publicaciones de la Sección Uruguaya, n.6,
- El Proyecto de Código Civil de Eduardo Acevedo, Montevideo, 1965
- Política Comercial y Desarrollo Económico, Montevideo, 1965;
- La teoría de los riesgos, Montevideo, Fondo de Cultura Universitaria, 1971, 37 páginas. (Servicio de Documentación Jurídica, n. 41).
- Las astreintes, Peirano Facio, Jorge-Gelsi Bidart, Adolfo, Montevideo, Acali, 1981, 52 pág.
- «Los sujetos de la acción de responsabilidad extracontractual», págs. 215-244; en: Amézaga Landaraso, Juan José: Estudios jurídicos en memoria de Juan José Amézaga. Montevideo: Martín Bianchi Altuna, 1958. 650 págs. (Biblioteca de Publicaciones Oficiales de la Facultad de Derecho y Ciencias Sociales de la Universidad de la República, Sección 3; n.º 99).
- Obligaciones divisibles e indivisibles en el Código Civil, Colombia, Editorial Temis, 1983, 94 pág. ISBN 84-8272-242-5
- Trayectoria y Destino del CICYP, Montevideo: Barreiro y Ramos, 1986, 83 pág.
- Semblanza de Dardo Regules, Montevideo: Barreiro y Ramos, 1988, 45 pág.
- Contratos de Promesa, Montevideo, 1989
- «Contratos de promesa», págs. 9-24, en: Promesa de enajenación de inmuebles a plazo. Montevideo: Fondo de Cultura Universitaria, 1989, 157 pág.
- Una familia de inmigrantes, Montevideo: Barreiro y Ramos, 1989, 67 pág.
- «Daños y perjuicios causados por adulterio: consulta», págs. 67-70, en: Daños y perjuicios causados por el adulterio. Montevideo: FCU, 1990. 108 p. Mesa Redonda sobre Daños y Perjuicios Causados por el Adulterio, Montevideo, 30 de mayo de 1989.
- Responsabilidad del fabricante, Montevideo, 1992. [cita requerida]
- «La mora en el derecho uruguayo», págs. 13-32, en: Universidad Católica Dámaso Antonio Larrañaga (Uruguay). Instituto de Derecho Privado.
- Responsabilidad del Estado, Montevideo, 1993. [cita requerida]
- La mora en el MERCOSUR, Montevideo, Bibliográfica Uruguaya: Carlos Álvarez, 1995, 143 pág.
- La descodificación en el derecho actual, Montevideo, 1996
- «Responsabilidad y garantía», págs. 3-15, en: Responsabilidad civil por actos de dependientes y auxiliares. Montevideo: Del Foro, 1997, 384 pág. (Estudios de Derecho Jurisprudencial, n. 4-5).
- «Concepto de relación de dependencia», págs. 141-144, en: Responsabilidad civil por actos de dependientes y auxiliares. Montevideo: Del Foro, 1997, 384 p. (Estudios de Derecho Jurisprudencial, n.4-5).
- «Responsabilidad contractual por acto del tercero», págs. 147-160 en: Responsabilidad civil por actos de dependientes y auxiliares. Montevideo: Del Foro, 1997, 384 p. (Estudios de Derecho Jurisprudencial, n. 4-5).
- «Responsabilidad del Estado: personas jurídicas de derecho público», págs. 289-322, en: Responsabilidad civil por actos de dependientes y auxiliares. Montevideo: Del Foro, 1997, 384 páginas. (Estudios de Derecho Jurisprudencial, n. 4-5).
- Peirano Facio, Jorge; Ordoqui Castilla, Gustavo Antonio, col.

Contratos. Montevideo: Del Foro, 1996. 677 p.
- Peirano Facio, Jorge; Ordoqui Castilla, Gustavo Antonio, col.

Contratos. Montevideo: Del Foro, 1997. 695 p.
- Responsabilidad extracontractual, Colombia, Editorial Temis, 2004, 690 p. ISBN 958-35-0470
- Tristán Narvaja, un jurista rioplatense en tiempos de la codificación, Buenos Aires, Instituto de Investigaciones de Historia del Derecho, Editorial Dunken, 2008 ISBN 84-8272-242-5.[33]

## Reconocimientos y condecoraciones
- Socio correspondiente del Instituto Brasileiro de Direito Comparado e Estudos Legislativos de Río de Janeiro, 30 de noviembre de 1949.
- Miembro supernumerario del Instituto Histórico y Geográfico del Uruguay, 25 de mayo de 1954.
- Miembro de la Archicofradía del Santísimo Sacramento dirigida por el Dr. Ignacio Zorrilla de San Martín, 1 de junio de 1954.
- Caballero de San Gregorio Magno, otorgado por el Papa Pio XII en Roma el 22 de mayo de 1955. El 27 de diciembre de 1955 el Nuncio apostólico Mons. Alfredo Pacini le hizo entrega de la condecoración a él y al Dr. Fernando Oliú.
- Condecorado con «La Grand-Croix pro Merito Militensi» por la Soberana Orden Militar y Hospitalaria de San Juan de Jerusalén de Rodas y de Malta, por decreto n.º 514/9894, Roma, Via Condotti, 68, el 18 de julio de 1970, N. 9895 del Registro General.[34]
- Miembro Académico Correspondiente por la Academia Nacional de la Historia de la República Argentina, Buenos Aires, 24 de abril de 1973.[35]
- Miembro Académico Correspondiente de la Real Academia de la Historia de España, Madrid, 18 de octubre de 1974.[36]
- Miembro Académico Correspondiente de la Academia de Geografía e Historia de Guatemala, Ciudad de Guatemala, 6 de febrero de 1986.[37]
- Miembro Académico Correspondiente de la Academia Dominicana de la Historia, Santo Domingo, Distrito Nacional, Capital de la República Dominicana, 9 de noviembre de 1987.[38]
- Miembro Académico Correspondiente de la Academia Paraguaya de la Historia, Asunción, 29 de abril de 1992.
- Miembro Académico Correspondiente del Instituto Histórico e Geográfico Brasileiro, designado en la sesión del 31 de diciembre de 1994 en Río de Janeiro, expedido en un certificado del 23 de septiembre de 1996.[39]
- Condecorado con la «Gran Croce di grazia Magistrale», por la Soberana Orden Militar y Hospitalaria de San Juan de Jerusalén de Rodas y de Malta, por decreto N. 13418 del 28 de junio de 1995, registrado bajo el N.13419.
- Miembro Titular del Instituto de Derecho del Consumidor, Universidad Notarial Argentina, Buenos Aires, 25 de septiembre de 1997.
- Miembro de Honor Nacional del Instituto Histórico y Geográfico del Uruguay, Montevideo, 4 de octubre de 2000.